# Riedstadt
Riedstadt ist gemessen an ihrer Fläche die größte Stadt im südhessischen Kreis Groß-Gerau. Der Verwaltungssitz befindet sich im zentral gelegenen Stadtteil Goddelau. Riedstadt trägt seit dem 13. August 2019 die amtliche Zusatzbezeichnung Büchnerstadt, in Bezug auf den hier geborenen Dichter, Republikaner und Naturwissenschaftler Georg Büchner.

## Geographie

### Geographische Lage
Riedstadt ist durch eine noch erhaltene ländliche Struktur, aber auch die Nähe zu den Großstädten Frankfurt am Main, Darmstadt, Wiesbaden, Mainz und Mannheim geprägt. Es liegt, wie der Name andeutet, im Hessischen Ried, und grenzt mit dem Stadtgebiet direkt an den Rhein. Teile des Naturschutzgebietes Kühkopf-Knoblochsaue und der Riedsee bei Leeheim gehören zum Stadtgebiet.

### Nachbargemeinden
Riedstadt grenzt im Norden an die Gemeinde Trebur und die Stadt Groß-Gerau, im Osten an die Städte Griesheim und Pfungstadt (beide Landkreis Darmstadt-Dieburg), im Süden an die Stadt Gernsheim und die Gemeinden Biebesheim und Stockstadt, sowie im Westen linksrheinisch an die Ortsgemeinden Ludwigshöhe, Dienheim und die Stadt Oppenheim (alle drei im Landkreis Mainz-Bingen).

### Stadtgliederung
Riedstadt besteht aus dem zentral gelegenen Stadtteil Goddelau sowie den Stadtteilen Crumstadt im Süden, Erfelden im Westen, Leeheim im Nordwesten und Wolfskehlen im Norden. Ortsbezirke wurden nicht gebildet. Zwischen Goddelau und Crumstadt und von der Bebauung der beiden Stadtteile räumlich getrennt liegt der weitläufige Campus der psychiatrischen Klinik Philippshospital (Vitos Riedstadt), die als eines der ersten Krankenhäuser dieser Art schon 1535 gegründet wurde.

## Geschichte
Im Zuge der Gebietsreform in Hessen wurde am 1. Juli 1973 die Gemeinde Goddelau-Wolfskehlen durch den Zusammenschluss der bisherigen Gemeinden Goddelau und Wolfskehlen neu gebildet. Durch den gesetzlich verfügten Zusammenschluss dieser Gemeinde mit den Gemeinden Erfelden, Crumstadt und Leeheim entstand am 1. Januar 1977 die neue Gemeinde Riedstadt. Ortsbezirke nach der Hessischen Gemeindeordnung wurden nicht errichtet.
Am 17. Januar 2007 verlieh das Hessische Ministerium des Innern an Riedstadt als der letzten Gemeinde Hessens mit über 20.000 Einwohnern die Stadtrechte.

## Bevölkerung

### Einwohnerstruktur 2011
Nach den Erhebungen des Zensus 2011 lebten am Stichtag, dem 9. Mai 2011, in Riedstadt 21.557 Einwohner. Darunter waren 1674 (7,8 %) Ausländer, von denen 754 aus dem EU-Ausland, 532 aus anderen europäischen Ländern und 387 aus anderen Staaten kamen. Von den deutschen Einwohnern hatten 10,7 % einen Migrationshintergrund. (Bis zum Jahr 2020 erhöhte sich die Ausländerquote auf 14,5 %.) Nach dem Lebensalter waren 3993 Einwohner unter 18 Jahren, 9429 zwischen 18 und 49, 4647 zwischen 50 und 64 und 3489 Einwohner waren älter. Die Einwohner lebten in 8948 Haushalten. Davon waren 2541 Singlehaushalte, 2799 Paare ohne Kinder und 2778 Paare mit Kindern, sowie 669 Alleinerziehende und 174 Wohngemeinschaften. In 1572 Haushalten lebten ausschließlich Senioren/-innen und in 6552 Haushaltungen lebten keine Senioren/-innen.

### Einwohnerentwicklung
| Riedstadt: Einwohnerzahlen von 1973 bis 2020                      | Riedstadt: Einwohnerzahlen von 1973 bis 2020 | Riedstadt: Einwohnerzahlen von 1973 bis 2020 | Riedstadt: Einwohnerzahlen von 1973 bis 2020 | Riedstadt: Einwohnerzahlen von 1973 bis 2020 |
| ----------------------------------------------------------------- | -------------------------------------------- | -------------------------------------------- | -------------------------------------------- | -------------------------------------------- |
| Jahr                                                              |                                              |                                              |                                              | Einwohner                                    |
| 1973                                                              | 1973                                         |                                              | 16.363                                       | 16.363                                       |
| 1975                                                              | 1975                                         |                                              | 16.151                                       | 16.151                                       |
| 1980                                                              | 1980                                         |                                              | 17.700                                       | 17.700                                       |
| 1985                                                              | 1985                                         |                                              | 17.777                                       | 17.777                                       |
| 1990                                                              | 1990                                         |                                              | 17.466                                       | 17.466                                       |
| 1995                                                              | 1995                                         |                                              | 19.334                                       | 19.334                                       |
| 2000                                                              | 2000                                         |                                              | 20.576                                       | 20.576                                       |
| 2005                                                              | 2005                                         |                                              | 21.389                                       | 21.389                                       |
| 2010                                                              | 2010                                         |                                              | 21.478                                       | 21.478                                       |
| 2011                                                              | 2011                                         |                                              | 21.557                                       | 21.557                                       |
| 2015                                                              | 2015                                         |                                              | 22.998                                       | 22.998                                       |
| 2020                                                              | 2020                                         |                                              | 24.004                                       | 24.004                                       |
| Quellen: Hessisches Statistisches Informationssystem; Zensus 2011 |                                              |                                              |                                              |                                              |

### Historische Religionszugehörigkeit
| • 1987: | 10.368 evangelische (= 63,7 %), 3591 katholische (= 22,0 %), 2324 sonstige (= 14,3 %) Einwohner                                                                                     |
| • 2011: | 10.180 evangelische (= 47,6 %), 4100 katholische (= 19,2 %), 250 freikirchliche (= 1,2 %), 340 orthodoxe (= 1,6 %), 530 andersgläubig (= 2,5 %), 5960 sonstige (= 27,9 %) Einwohner |

### Erwerbstätigkeit
Die Gemeinde im Vergleich mit Landkreis, Regierungsbezirk Darmstadt und Hessen:
|                                                   | Jahr | Gemeinde | Landkreis | Regierungsbezirk | Hessen    |
| ------------------------------------------------- | ---- | -------- | --------- | ---------------- | --------- |
| Sozialversicherungspflichtig Beschäftigte         | 2017 | 4.700    | 98.042    | 1.695.567        | 2.524.156 |
| Veränderung zu                                    | 2000 | +49,4 %  | +5,4 %    | +16,1 %          | +16,0 %   |
| davon Vollzeit                                    | 2017 | 64,7 %   | 75,9 %    | 72,8 %           | 71,8 %    |
| davon Teilzeit                                    | 2017 | 33,3 %   | 24,1 %    | 27,2 %           | 28,2 %    |
| Ausschließlich geringfügig entlohnte Beschäftigte | 2017 | 845      | 13.048    | 224.267          | 372.991   |
| Veränderung zu                                    | 2000 | +21,4 %  | −9,6 %    | +9,0 %           | +8,8 %    |

| Branche                         | Jahr | Gemeinde | Landkreis | Regierungsbezirk | Hessen |
| ------------------------------- | ---- | -------- | --------- | ---------------- | ------ |
| Produzierendes Gewerbe          | 2000 | 21,5 %   | 43,8 %    | 27,0 %           | 30,6 % |
|                                 | 2017 | *)       | 33,2 %    | 20,4 %           | 24,3 % |
| Handel, Gastgewerbe und Verkehr | 2000 | 25,5 %   | 27,6 %    | 26,4 %           | 25,1 % |
|                                 | 2017 | 42,3 %   | 27,9 %    | 24,7 %           | 23,8 % |
| Unternehmensdienstleistungen    | 2000 | 9,7 %    | 14,0 %    | 25,1 %           | 20,2 % |
|                                 | 2017 | 7,4 %    | 19,9 %    | 31,6 %           | 26,1 % |
| Sonstige Dienstleistungen       | 2000 | 41,9 %   | 13,7 %    | 20,1 %           | 22,5 % |
|                                 | 2017 | 39,6 %   | 18,6 %    | 23,0 %           | 25,4 % |
| Sonstiges (bzw. ohne Zuordnung) | 2000 | 1,3 %    | 1,0 %     | 1,4 %            | 1,5 %  |
|                                 | 2017 | 10,7 %   | 0,5 %     | 0,3 %            | 0,4 %  |

*) anonymisiert

## Politik

### Stadtverordnetenversammlung
Die Kommunalwahl am 14. März 2021 lieferte folgendes Ergebnis, in Vergleich gesetzt zu früheren Kommunalwahlen:

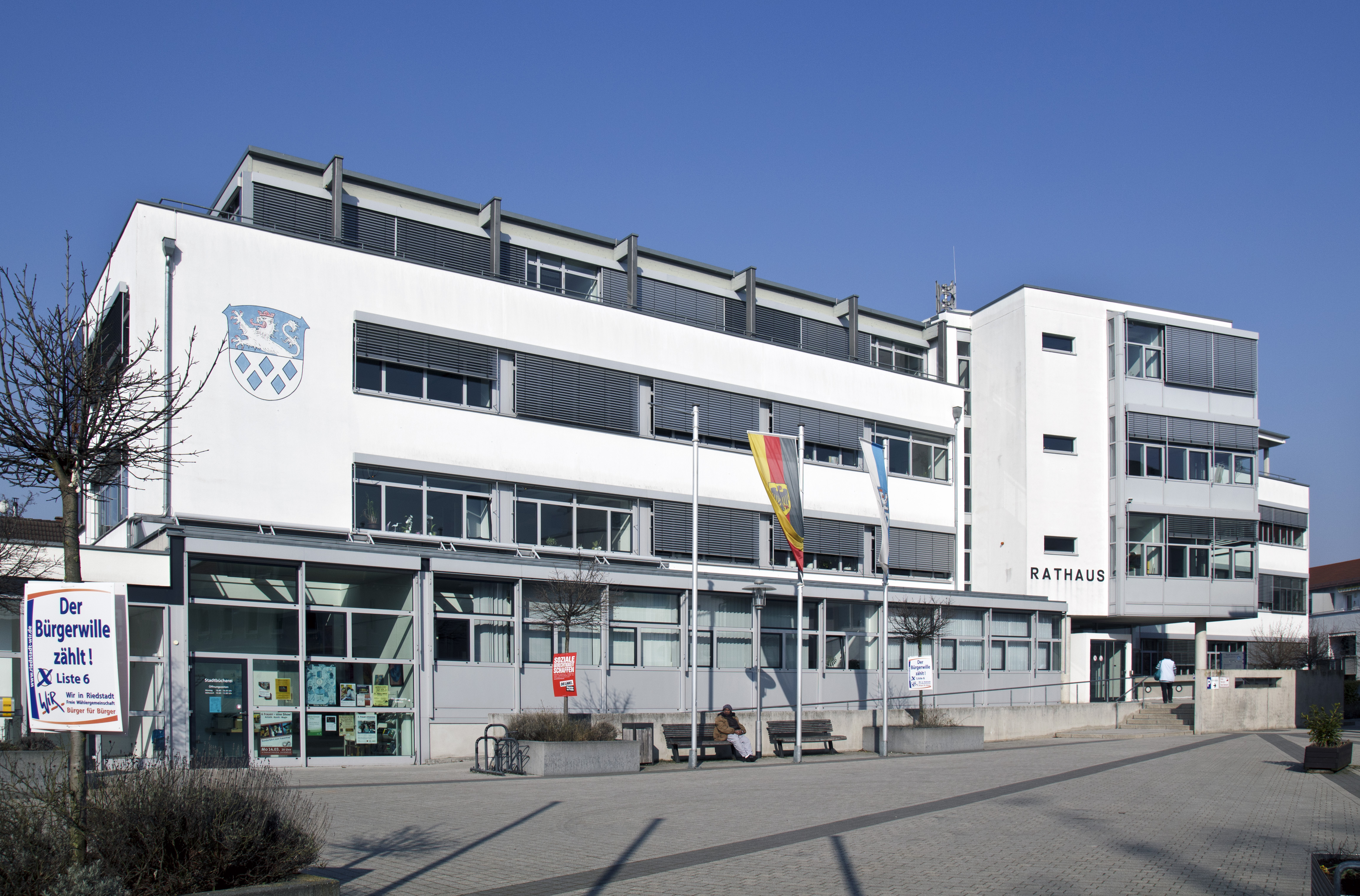
Rathaus Riedstadt

| Sitzverteilung in der Stadtverordnetenversammlung 2021Insgesamt 37 Sitze - SPD: 9 - Grüne: 6 - CDU: 10 - FW: 2 - Linke: 1 - AfD: 1 - BfR: 7 - FRB: 1 | Parteien und Wählergemeinschaften | Parteien und Wählergemeinschaften           | 2021  | 2021  | 2016  | 2016  | 2011  | 2011  | 2006  | 2006  | 2001  | 2001  |
| Sitzverteilung in der Stadtverordnetenversammlung 2021Insgesamt 37 Sitze - SPD: 9 - Grüne: 6 - CDU: 10 - FW: 2 - Linke: 1 - AfD: 1 - BfR: 7 - FRB: 1 | Parteien und Wählergemeinschaften | Parteien und Wählergemeinschaften           | %     | Sitze | %     | Sitze | %     | Sitze | %     | Sitze | %     | Sitze |
| Sitzverteilung in der Stadtverordnetenversammlung 2021Insgesamt 37 Sitze - SPD: 9 - Grüne: 6 - CDU: 10 - FW: 2 - Linke: 1 - AfD: 1 - BfR: 7 - FRB: 1 | SPD                               | Sozialdemokratische Partei Deutschlands     | 25,0  | 9     | 37,6  | 14    | 38,5  | 14    | 44,2  | 16    | 46,1  | 17    |
| Sitzverteilung in der Stadtverordnetenversammlung 2021Insgesamt 37 Sitze - SPD: 9 - Grüne: 6 - CDU: 10 - FW: 2 - Linke: 1 - AfD: 1 - BfR: 7 - FRB: 1 | CDU                               | Christlich Demokratische Union Deutschlands | 26,6  | 10    | 29,1  | 11    | 30,1  | 11    | 33,6  | 13    | 35,5  | 13    |
| Sitzverteilung in der Stadtverordnetenversammlung 2021Insgesamt 37 Sitze - SPD: 9 - Grüne: 6 - CDU: 10 - FW: 2 - Linke: 1 - AfD: 1 - BfR: 7 - FRB: 1 | Grüne                             | Bündnis 90/Die Grünen                       | 16,5  | 6     | 10,6  | 4     | 17,6  | 7     | 8,4   | 3     | 9,3   | 4     |
| Sitzverteilung in der Stadtverordnetenversammlung 2021Insgesamt 37 Sitze - SPD: 9 - Grüne: 6 - CDU: 10 - FW: 2 - Linke: 1 - AfD: 1 - BfR: 7 - FRB: 1 | FW                                | Freie Wähler Riedstadt                      | 4,3   | 2     | 17,4  | 6     | 8,5   | 3     | 8,5   | 3     | 5,9   | 2     |
| Sitzverteilung in der Stadtverordnetenversammlung 2021Insgesamt 37 Sitze - SPD: 9 - Grüne: 6 - CDU: 10 - FW: 2 - Linke: 1 - AfD: 1 - BfR: 7 - FRB: 1 | LINKE                             | Die Linke                                   | 4,2   | 1     | 5,4   | 2     | 2,9   | 1     | —     | —     | —     | —     |
| Sitzverteilung in der Stadtverordnetenversammlung 2021Insgesamt 37 Sitze - SPD: 9 - Grüne: 6 - CDU: 10 - FW: 2 - Linke: 1 - AfD: 1 - BfR: 7 - FRB: 1 | AfD                               | Alternative für Deutschland                 | 2,1   | 1     | —     | —     | —     | —     | —     | —     | —     | —     |
| Sitzverteilung in der Stadtverordnetenversammlung 2021Insgesamt 37 Sitze - SPD: 9 - Grüne: 6 - CDU: 10 - FW: 2 - Linke: 1 - AfD: 1 - BfR: 7 - FRB: 1 | FRB                               | Fraktion Riedstädter Bürger                 | 3,0   | 1     | —     | —     | —     | —     | —     | —     | —     | —     |
| Sitzverteilung in der Stadtverordnetenversammlung 2021Insgesamt 37 Sitze - SPD: 9 - Grüne: 6 - CDU: 10 - FW: 2 - Linke: 1 - AfD: 1 - BfR: 7 - FRB: 1 | BfR                               | Bürger für Riedstadt                        | 18,3  | 7     | —     | —     | —     | —     | —     | —     | —     | —     |
| Sitzverteilung in der Stadtverordnetenversammlung 2021Insgesamt 37 Sitze - SPD: 9 - Grüne: 6 - CDU: 10 - FW: 2 - Linke: 1 - AfD: 1 - BfR: 7 - FRB: 1 | FDP                               | Freie Demokratische Partei                  | —     | —     | —     | —     | 2,4   | 1     | 5,2   | 2     | 3,2   | 1     |
| Sitzverteilung in der Stadtverordnetenversammlung 2021Insgesamt 37 Sitze - SPD: 9 - Grüne: 6 - CDU: 10 - FW: 2 - Linke: 1 - AfD: 1 - BfR: 7 - FRB: 1 | gesamt                            | gesamt                                      | 100,0 | 37    | 100,0 | 37    | 100,0 | 37    | 100,0 | 37    | 100,0 | 37    |
| Sitzverteilung in der Stadtverordnetenversammlung 2021Insgesamt 37 Sitze - SPD: 9 - Grüne: 6 - CDU: 10 - FW: 2 - Linke: 1 - AfD: 1 - BfR: 7 - FRB: 1 | Wahlbeteiligung in %              | Wahlbeteiligung in %                        | 54,1  | 54,1  | 46,0  | 46,0  | 44,8  | 44,8  | 46,5  | 46,5  | 44,8  | 44,8  |

### Bürgermeister
Nach der hessischen Kommunalverfassung wird der Bürgermeister für eine sechsjährige Amtszeit gewählt, seit dem Jahr 1993 in einer Direktwahl, und ist Vorsitzender des Magistrats, dem in der Stadt Riedstadt neben dem Bürgermeister ehrenamtlich ein Erster Stadtrat und acht weitere Stadträte angehören. Bürgermeister ist seit dem 4. April 2017 Marcus Kretschmann (CDU). Er setzte sich am 27. November 2016 in einer Stichwahl gegen Amtsinhaber Werner Amend, der sich um eine zweite Amtszeit beworben hatte, bei 43,8 Prozent Wahlbeteiligung mit 62,3 Prozent der Stimmen durch.
Amtszeiten der Bürgermeister
- 2017–2029 Marcus Kretschmann (CDU)[20]
- 2011–2017 Werner Amend[21]
- 1993–2010 Gerald Kummer (SPD) (Amtsantritt im Jahr 1993, Weggang am 6. Oktober 2010 als hauptamtlicher Kreisbeigeordneter zum Kreis Groß-Gerau; Erste Stadträtin Erika Zettel leitete die Stadtverwaltung danach kommissarisch.)[24]

### Wappen und Flagge

#### Wappen
| Wappen von Riedstadt | Blasonierung: „In geteiltem Schild oben in Blau ein wachsender, rot bewehrter und rot bekrönter silberner Löwe, unten in Silber fünf blaue Rauten.“ |
| Wappen von Riedstadt | Das Wappen wurde vom Heraldiker Heinz Ritt gestaltet und am 20. März 1979 durch das Hessische Innenministerium genehmigt.                           |

#### Flagge
Die Flagge wurde am 14. Januar 1980 durch das Hessische Innenministerium genehmigt.
Flaggenbeschreibung: „Auf blau-weißer Flaggenbahn in der oberen Hälfte aufgelegt das Gemeindewappen.“

### Städtepartnerschaften
Die Stadt Riedstadt pflegt folgende Städtepartnerschaften:
- Frankreich, Brienne-le-Château, Département Aube (seit 1979)
- Italien, Sortino, Sizilien
- Litauen, Tauroggen

## Kultur und Sehenswürdigkeiten

### Museen

#### Büchnerhaus
Das Geburtshaus von Georg Büchner wurde in ein Kulturzentrum mit Literaturmuseum umgewandelt und steht seit 1977 unter Denkmalschutz. Auch die hier geleistete Arbeit führte dazu, dass Riedstadt im Jahr 2019 vom Hessischen Innenministerium das Recht zugesprochen bekam, den Namenszusatz „Büchnerstadt“ zu tragen.

#### Museum Crumstadt
Das Museum wurde 1993, nach einer Renovierung, mit einer Bilderausstellung zum 400-jährigen Kirchenjubiläum eröffnet. In der ca. 800 Stücke umfassenden Sammlung werden die dörfliche Geschichte, Funde der Frühgeschichte und der Jungsteinzeit bis heute dokumentiert. Das Museum ist in zwei ehemaligen Klassenzimmern untergebracht. Ein Raum beherbergt eine Dauerausstellung. Der zweite bleibt offen für Sonderausstellungen, Vorträge und Gespräche.

#### Psychiatrie-Museum Philippshospital
Das 1975 eröffnete Psychiatrie-Museum Philippshospital informiert über die 500-jährige wechselvolle Geschichte des 1535 gegründeten Philippshospitals und heutigen Fachkrankenhauses für Psychiatrie und Psychotherapie der gemeinnützigen Gesellschaft Vitos Riedstadt.

#### Philipp-Schäfer II-Museum Erfelden
Das bereits 1953 gegründete und nach seinem Gründer und Altbürgermeister benannte Museum ist im historischen Rathaus von 1530 untergebracht. Als Kernstück beherbergt das Museum, das nahezu vollständig erhaltene Gemeindearchiv Erfeldens, vom 17. Jahrhundert bis zur Gemeindereform im Jahre 1977.
Im Schwedenzimmer wird der Rheinübergang der schwedischen Truppen im Dreißigjährigen Krieg im Jahr 1631 thematisiert, zu dessen Vorbereitungen der schwedische König Gustav II. Adolf in Erfelden übernachtete.
In alten Aufzeichnungen und Rheinkarten wird das Wirken des Großherzoglichen Wasserbaudirektors Claus Kröncke dokumentiert. Claus Kröncke realisierte im Rahmen der Rheinregulierung den, für die Region sehr bedeutsamen, Rheindurchstich „Am Geyer“ (1828/29). In die gleiche Zeit fällt der Kirchenneubau von 1834 durch die bürgerliche Gemeinde, nach klassizistischen Plänen Georg Mollers unter Georg Lerch.

### Bauwerke
Im Zentrum von Goddelau liegt die Evangelische Kirche aus dem 17. Jahrhundert. Vor der Kirche steht eine historische Luther-Eiche. Weitere Kirche befinden sich in den verschiedenen Stadtteilen. Goddelau ist durch historische Fachwerkhäuser geprägt.

### Theater BüchnerBühne
Seit 2011 bringt die BüchnerBühne ein professionelles Theaterprogramm im alten Feuerwehrhaus in Leeheim auf die Bühne. Es wird ein vielseitiges Programm um Georg Büchner und darüber hinaus geboten. Die BüchnerBühne wurde in den ersten Jahren von einem Förderverein getragen. 2021 fusionierte dieser mit dem Förderverein Büchnerhaus zum neuen Verein BüchnerFindetStatt, der seitdem an die Aktivitäten von BüchnerBühne und BüchnerHaus unterstützt.

## Wirtschaft und Infrastruktur

### Flächennutzung
Das Gemeindegebiet umfasst eine Gesamtfläche von 7373 Hektar, davon entfallen in ha auf:
| Nutzungsart             | Nutzungsart             | 2011 | 2015 |
| ----------------------- | ----------------------- | ---- | ---- |
| Gebäude- und Freifläche | Gebäude- und Freifläche | 551  | 561  |
| davon                   | Wohnen                  | 322  | 322  |
|                         | Gewerbe                 | 38   | 41   |
| Betriebsfläche          | Betriebsfläche          | 69   | 70   |
| davon                   | Abbauland               | 51   | 51   |
| Erholungsfläche         | Erholungsfläche         | 111  | 112  |
| davon                   | Grünanlage              | 18   | 18   |
| Verkehrsfläche          | Verkehrsfläche          | 393  | 399  |
| Landwirtschaftsfläche   | Landwirtschaftsfläche   | 4769 | 4748 |
| davon                   | Moor                    | 0    | 0    |
|                         | Heide                   | 0    | 0    |
| Waldfläche              | Waldfläche              | 780  | 782  |
| Wasserfläche            | Wasserfläche            | 565  | 564  |
| Sonstige Nutzung        | Sonstige Nutzung        | 138  | 137  |

### Verkehr
Die Stadt besitzt mit dem Bahnhof Riedstadt-Goddelau einen Bahnhof am Streckenkilometer 45,7 der hier 1869 eröffneten, damals von Darmstadt nach Worms verlaufenden Riedbahn. Der Streckenast nach Frankfurt wurde später ergänzt. Am Bahnhof der Preisklasse 4 halten Regionalexpress-Züge, Regional- und S-Bahnen. Daneben liegt in der Stadt mit dem Haltepunkt Riedstadt-Wolfskehlen (ehemals: Leeheim-Wolfskehlen) eine zweite Station. Am Streckenabschnitt Goddelau-Erfelden–Darmstadt lag noch der Haltepunkt Wolfskehlen, der 1970 mit der Einstellung des Personenverkehrs aufgelassen wurde.

### Wirtschaftsstruktur
Die ehemaligen Gemeinden von Riedstadt waren in hohem Maße landwirtschaftlich geprägt und entwickelten sich nach dem Zweiten Weltkrieg zu Wohngemeinden. Der größte Arbeitgeber ist das Philippshospital mit ca. 950 Mitarbeitern. Außerdem gibt es Betriebe der Bauwirtschaft (Großhandel, Kfz-Handel und verbundene Branchen, Entsorgungs- und Wertstoff-Betriebe), sowie unternehmensorientierten Dienstleistungen um EDV und Druck sowie verschiedener Dienstleistungen um Maschinen.

## Persönlichkeiten
- Georg Büchner (1813–1837), Schriftsteller, Naturwissenschaftler und Revolutionär
- Wilhelm Seipel (1898–1968), Gauarbeitsamtspräsident und hessischer Politiker (FDP)
- Willi Blodt (1929–2022), ehemaliger Landtagsabgeordneter und 22 Jahre Landrat des Kreises Groß-Gerau (SPD)
- Ruth Wagner (* 1940), ehemalige hessische Staatsministerin (FDP)
- Wolfgang Holzhäuser (* 1950), ehemaliger Sprecher der Geschäftsführung der Bayer 04 Leverkusen Fußball GmbH
- Walter Wolf (* 1953), Journalist, Buchautor und Verleger
- Woody Feldmann (* 1972), Komikerin
- Hannah Markwig (* 1980), Mathematikerin
- Roman Lochmann (* 1999), Webvideo-Produzent
- Heiko Lochmann (* 1999), Webvideo-Produzent